# Locomotive bicabine

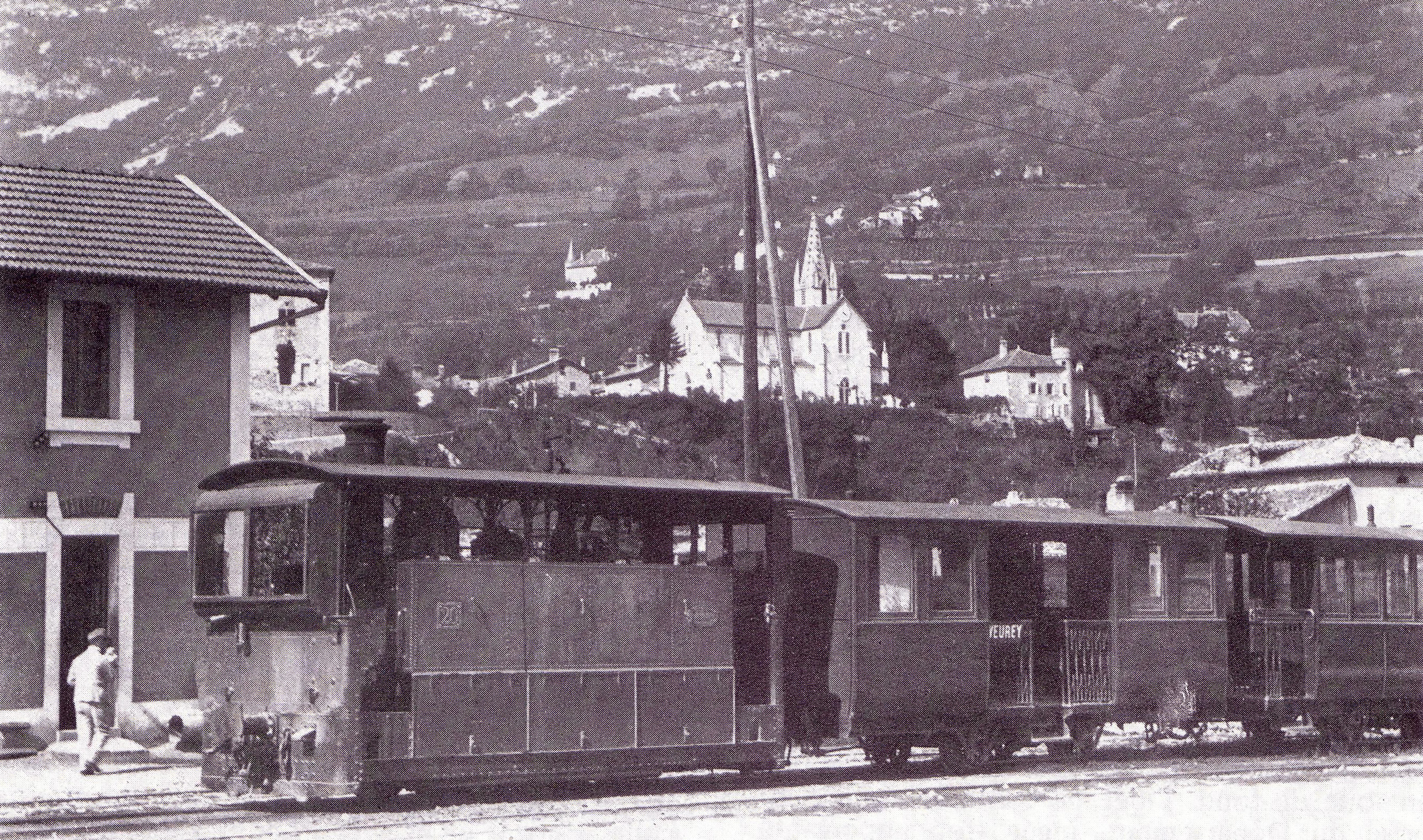
Locomotive bicabine 030 T construite par les Ateliers de construction du Nord de la France de Blanc-Misseron (ANF) pour les Chemins de fer économiques du Nord (CEN).

Une locomotive bicabine désigne un type particulier de locomotive à vapeur, conçue pour circuler sur les réseaux de tramway établis en chaussée et possédant un poste de conduite à chaque extrémité. 

## Histoire
La seconde moitié du XIXe siècle voit en Europe de l'ouest le développement fulgurant des réseaux de tramway dans les villes et dans le même temps des lignes suburbaines, interurbaines ou rurales à la mission similaire aux lignes de chemin de fer secondaire mais établies en chaussée ou en accotement de celle-ci à la manière des réseaux urbains de tramway. Ces lignes emploient des locomotives à vapeur similaires à celles du grand chemin de fer mais de taille et puissance plus modestes. Ces machines dont la cabine de conduite placée derrière la chaudière gêne la visibilité du mécanicien se retrouvent inadaptées pour une conduite en chaussée où elles doivent cohabiter avec piétons, vélos et véhicules routiers à l'inverse du grand chemin de fer et des lignes de chemin de fer secondaire qui sont établies en site séparé de la chaussée.
En réponse, les constructeurs développent des locomotives d'un nouveau type conçues pour circuler sur des voies en site banal au milieu de la circulation ou en accotement de chaussée :
- Celles-ci disposent d'un poste de conduite à chaque extrémité, le chauffeur reste toujours du même côté pour alimenter la chaudière mais le mécanicien se place à l'avant pour avoir une meilleure visibilité lors de la conduite. Ces machines pour la plupart à l'origine non vestibulées vont par la suite être dotées de paravents vitrés au niveau des postes de conduite pour protéger le mécanicien et le chauffeur des conditions climatiques.
- Ces locomotives sont de type locomotive tender ne nécessitant pas de wagon tender séparé et sont réversibles permettant de simplifier les installations en terminus en supprimant les installations de retournement (boucle, triangle) ou plaques tournantes.
- Elles sont également équipées de jupes devant les essieux et bielles pour protéger les piétons en cas de choc mais également pour les protéger des dégagements de vapeur (à haute température).

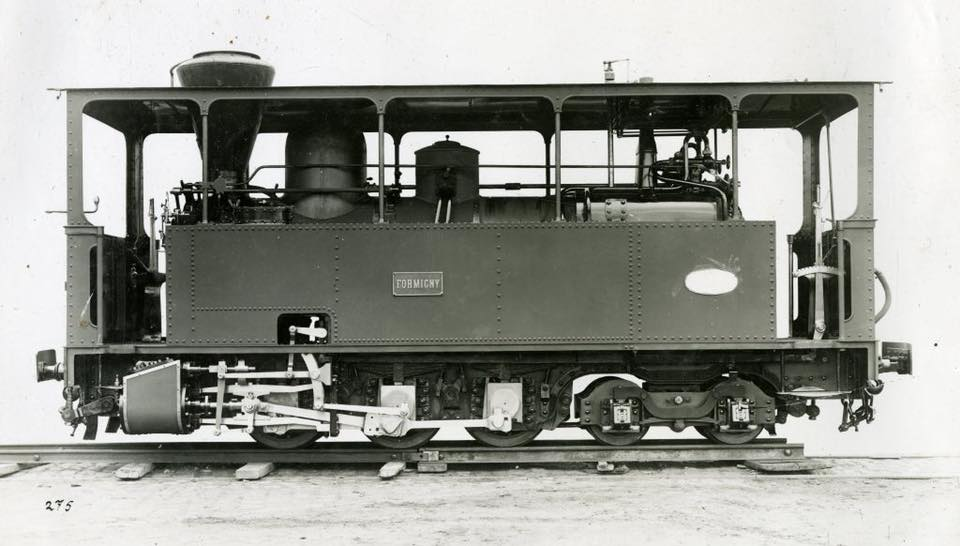
Vue latérale d'une locomotive 032 T construite par les Ateliers de construction du Nord de la France de Blanc-Misseron (ANF) en 1901 pour les Chemins de fer du Calvados (CFC)[1].
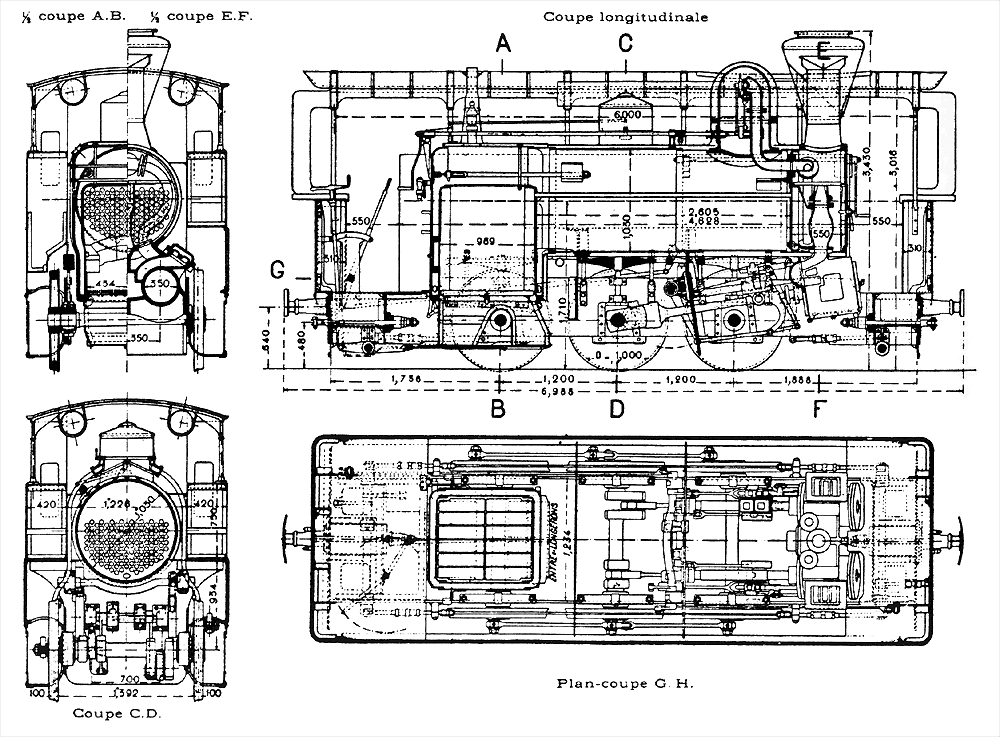
Plan d'une locomotive 030 T construite par les Ateliers de construction du Nord de la France de Blanc-Misseron (ANF) en 1894 pour le Chemin de fer sur route de Paris à Arpajon (PA).
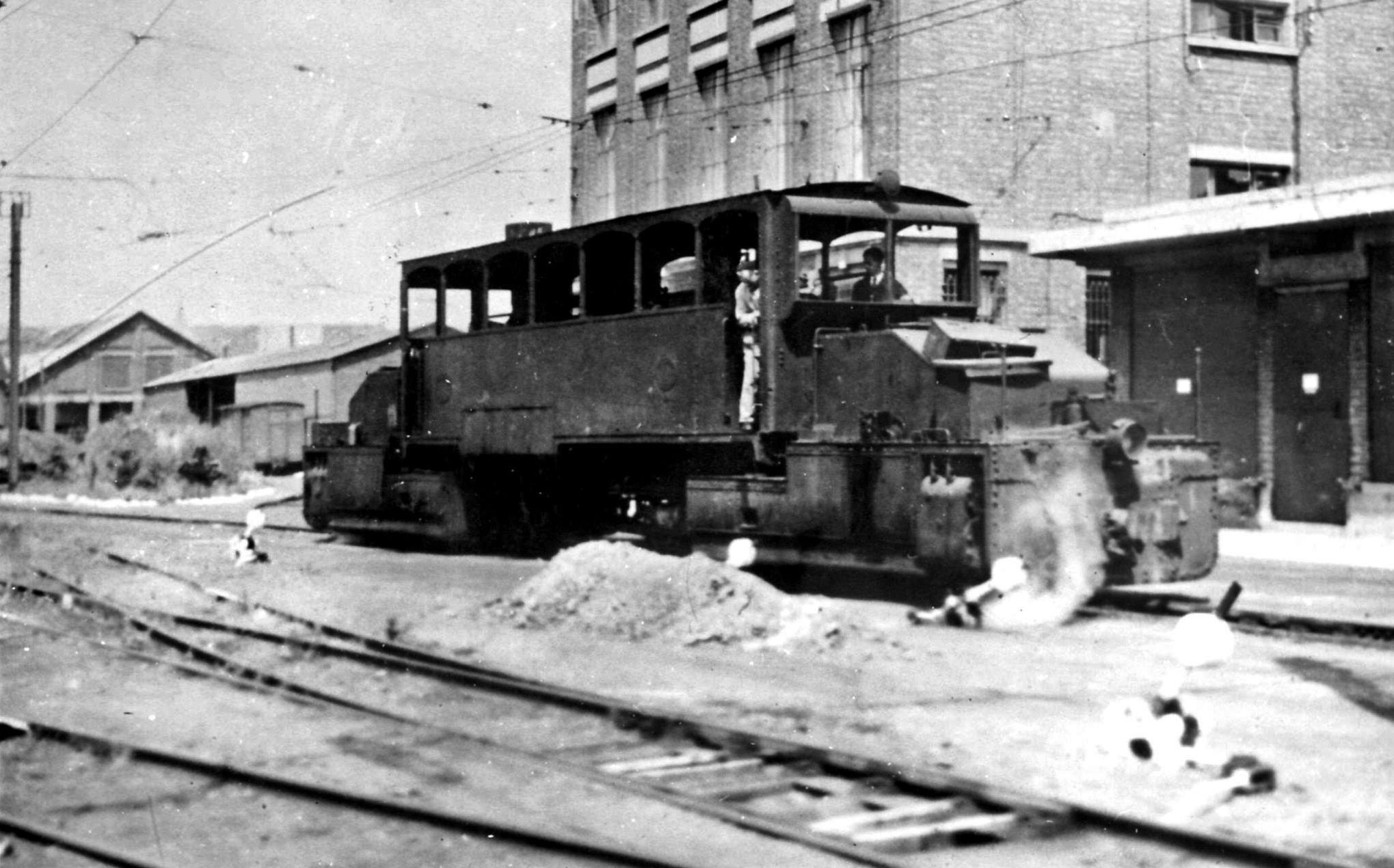
Locomotive Garratt 030+030T de la Société nationale des chemins de fer vicinaux.

## Production
Différents constructeurs ont produit des locomotives bicabines, on peut citer :
- en Belgique :  la Société franco-belge, La Métallurgique de Tubize, la Société de Saint-Léonard;
- en France : principalement les Ateliers de construction du Nord de la France de Blanc-Misseron (ANF) filiale du constructeur belge La Métallurgique et la Société franco-belge ainsi que de manière moindre Decauville, Pinguely et Weidknecht;
- en Suisse SLM Winterthur.

La Société nationale des chemins de fer vicinaux utilisait quasi-exclusivement des locomotives bicabines, près de 970 exemplaires au total, la plupart à voie métrique.

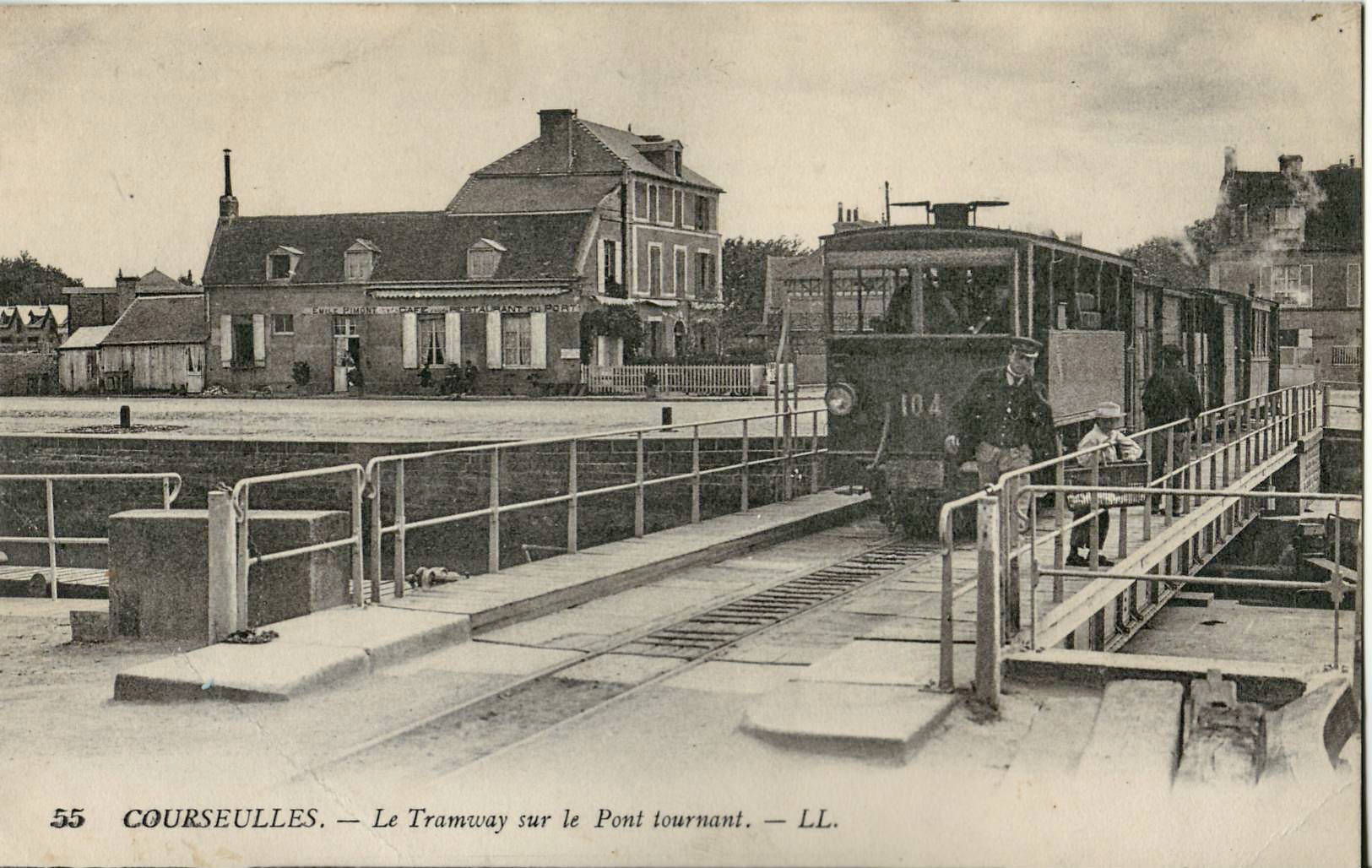
Locomotive 230 TR construite par les Ateliers de construction du Nord de la France de Blanc-Misseron (ANF) en 1902 et 1909 à 9 exemplaires pour les Chemins de fer du Calvados (CFC).
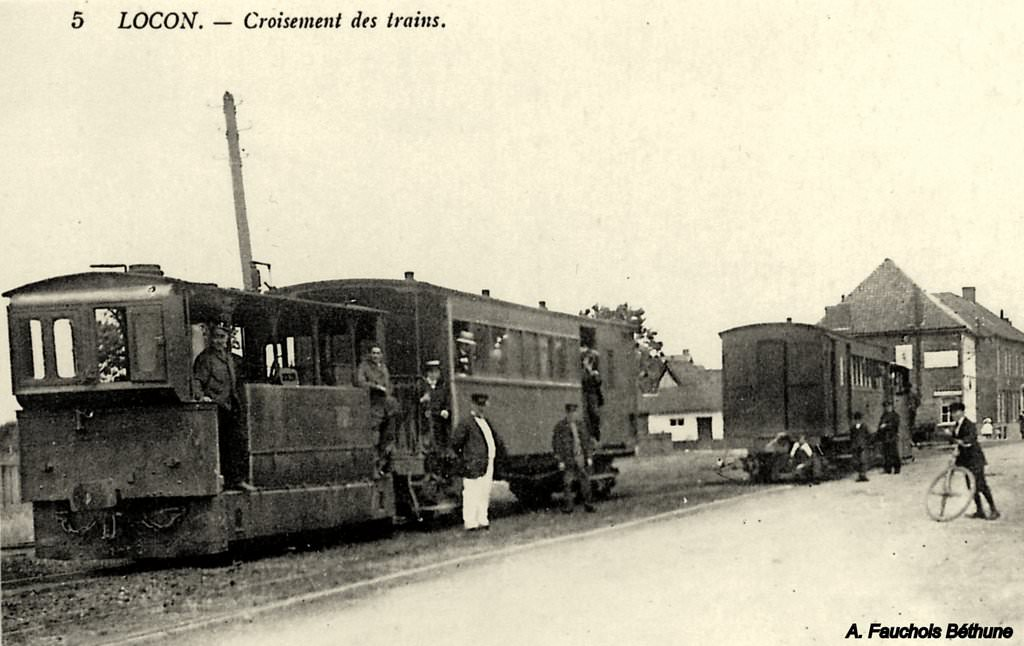
Locomotive 031 T construite par Weidknecht en 1899 à 3 exemplaires pour la ligne de tramway de Béthune à Estaires des Tramways de l'Artois (TA).
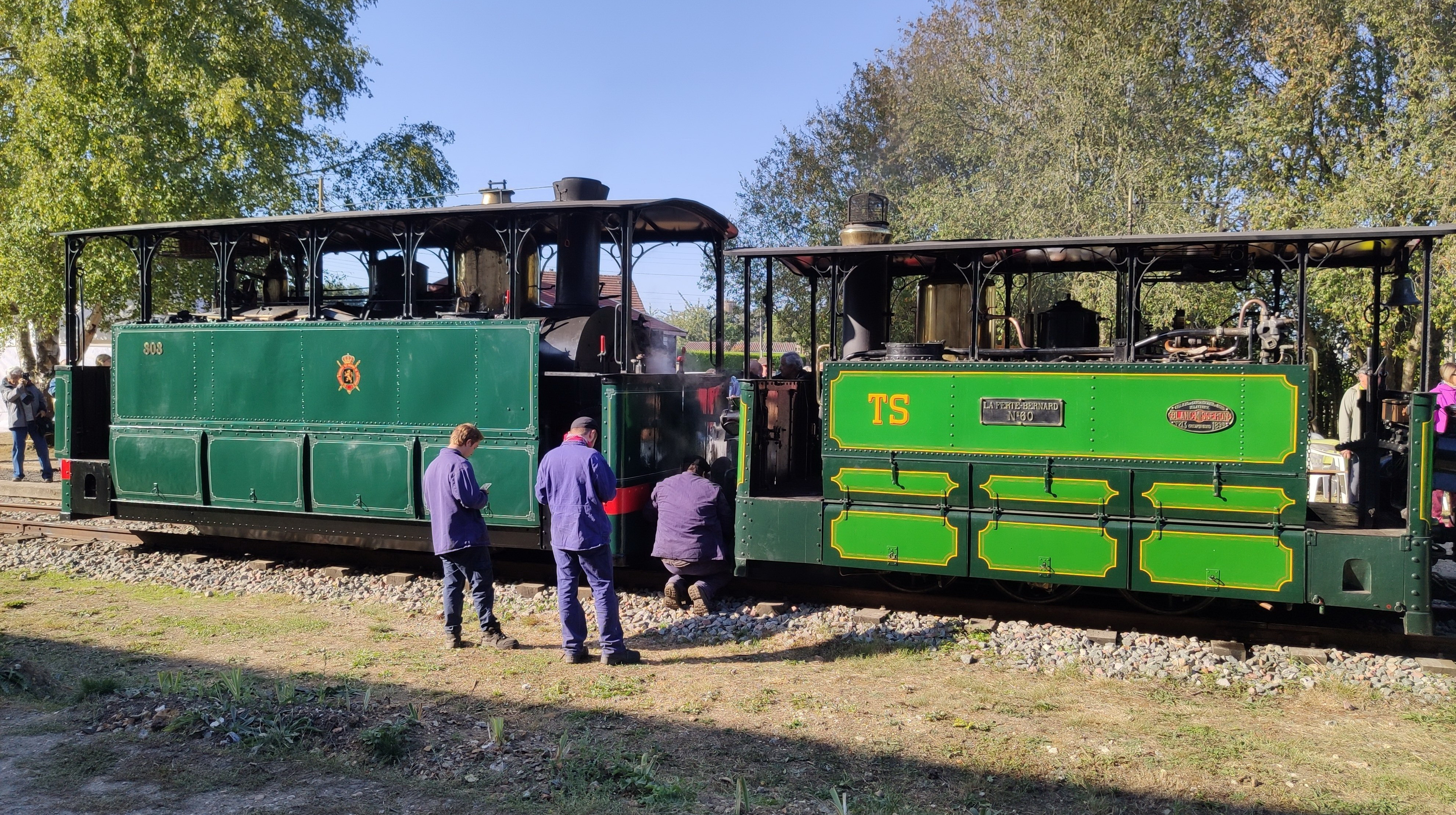
La locomotive SNCV HL303 (à gauche) et la 030T no 60 des Tramways de la Sarthe en 2019 sur les voies du Train à vapeur du Beauvaisis
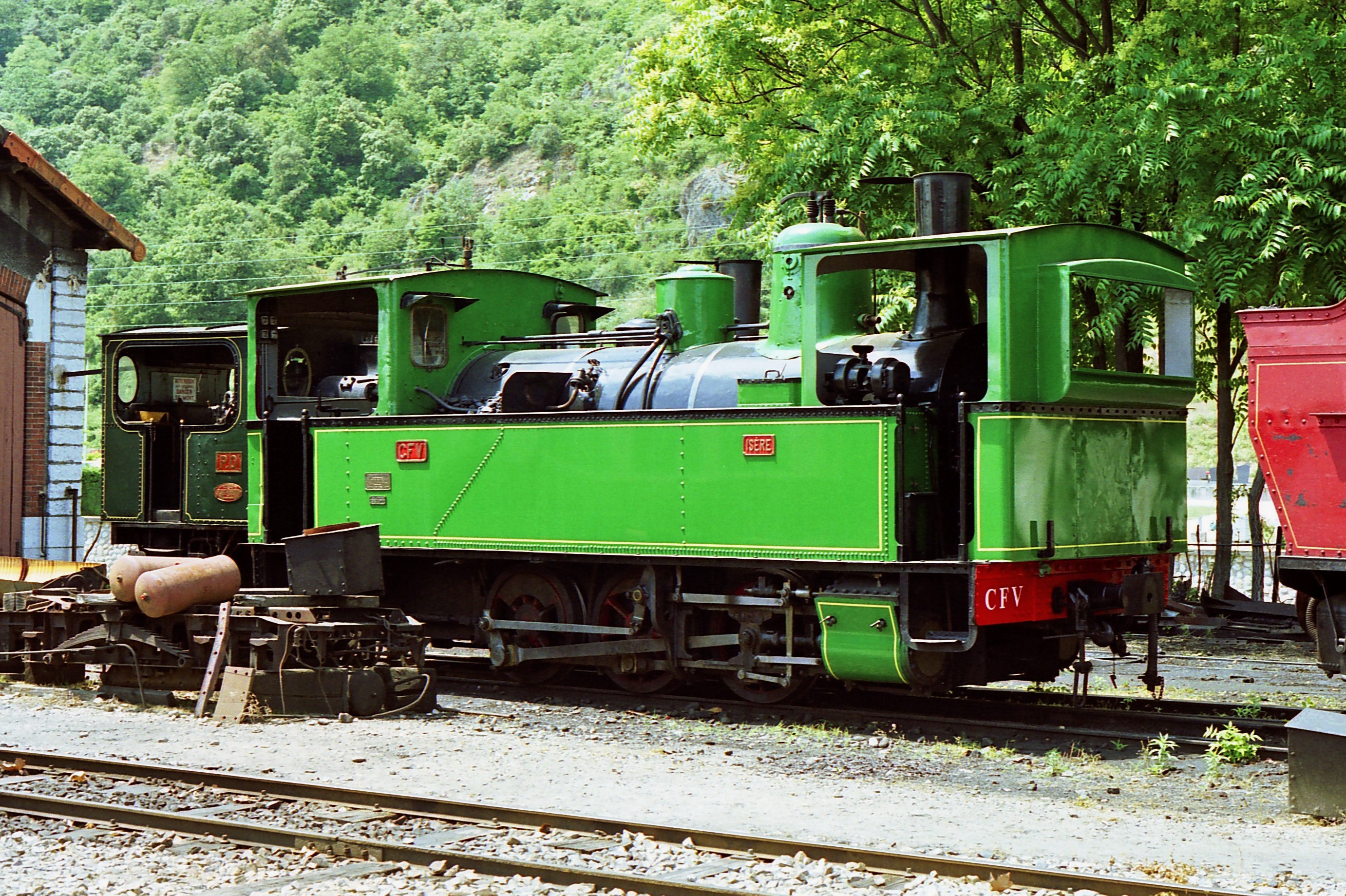
030 T bicabine, sans toiture centrale, des Tramways de l'Ouest du Dauphiné.